# Un giorno e per tutta la vita
Un giorno e per tutta la vita è un romanzo dello scrittore italiano Mario Biondi pubblicato nel 1995.

## Trama
Un'anziana ma ancora bella signora milanese ricorda i difficili giorni della gioventù (anni Quaranta del Novecento), quando il marito dovette lasciarla completamente sola, prima per andare in guerra e poi per rifugiarsi in Svizzera non volendo aderire alla Repubblica di Salò. Quei lontani giorni nascondono un suo dolcissimo e malinconico segreto, durato appunto "Un giorno e per tutta la vita". Con la morte la bella signora lo porta con sé, ma sarà suo figlio, ormai un adulto professionista, a ricostruirne i fili traccia per traccia.

## Edizioni
- Mario Biondi, Un giorno e per tutta la vita, Rizzoli, 1995,  pp. 254, ISBN 88-17-66007-8.